# Mutzschen
Mutzschen – dzielnica miasta Grimma w Niemczech, w kraju związkowym Saksonia, w okręgu administracyjnym Lipsk, w powiecie Lipsk (do 31 lipca 2008 w powiecie Muldental). Do 31 grudnia 2011 było to samodzielne miasto. Mutzschen leży we wschodniej części miasta.

## Bibliografia

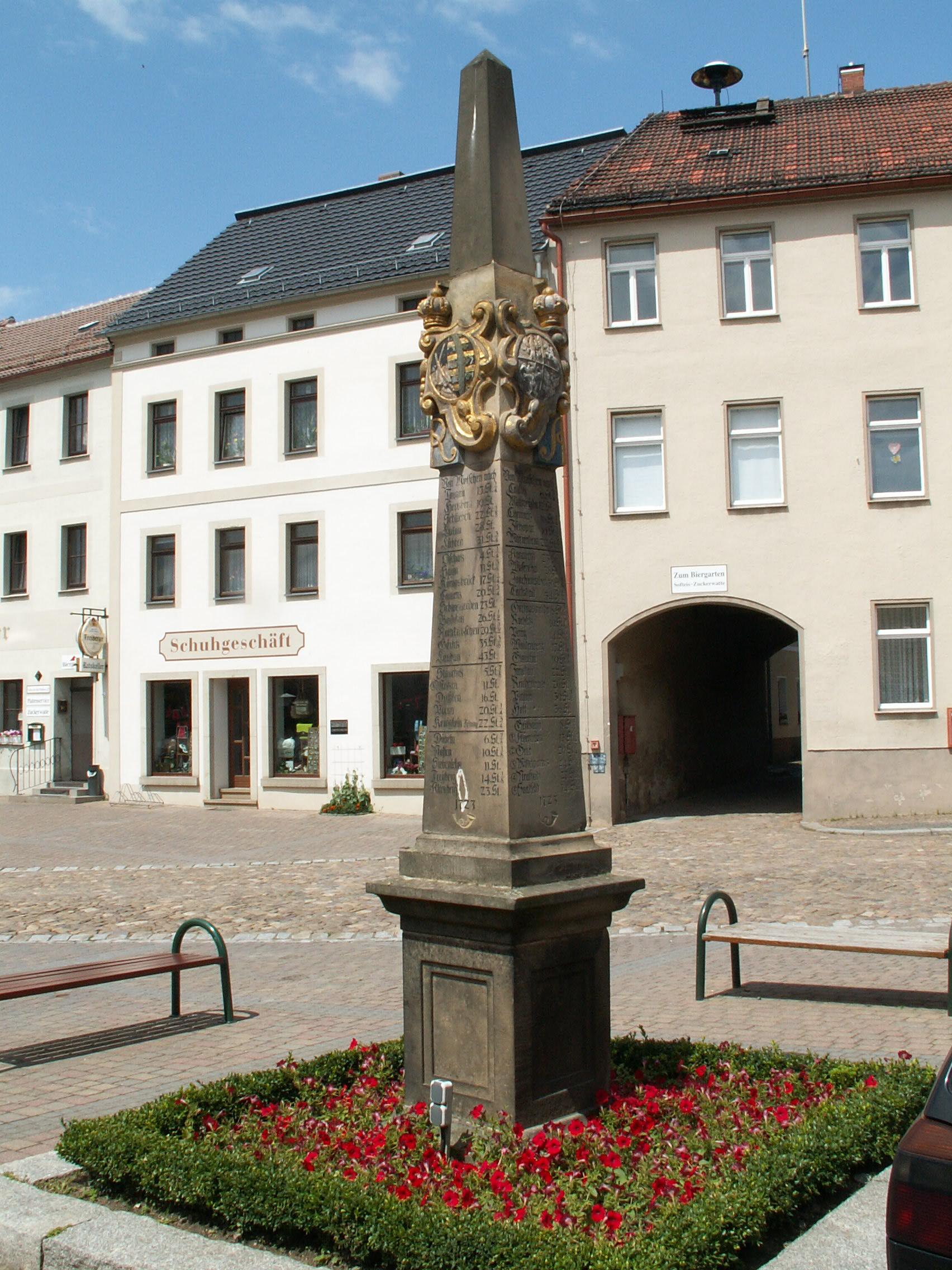
Słup dystansowy poczty polsko-saskiej z 1723 roku na Rynku

## Osiedla
- Gastewitz
- Göttwitz
- Jeesewitz
- Köllmichen
- Prösitz
- Roda
- Wagelwitz
- Wetteritz